# Olympische Geschichte Kroatiens
Die olympische Geschichte Kroatiens begann während der XXV. Olympiade bei den Olympischen Sommerspielen 1992 in Barcelona, bei der Kroatien zwei Silber- und eine Bronzemedaille gewann. Kroatische Sportler traten zuvor unter der Flagge Jugoslawiens an. Das Nationale Olympische Komitee ist das Hrvatski olimpijski odbor. 
Die erste Olympiamannschaft bestand aus 39 Athleten, die in 11 verschiedenen Sportarten antraten. Bei den Sommerspielen in Atlanta 1996 gewann die Kroatische Männer-Handballnationalmannschaft die erste Goldmedaille des Landes. Neben den Handballern nahmen auch erstmals Schwimmer aus Kroatien sowie eine Wasserballauswahl und ein Turner an Olympischen Spielen teil. Vier Jahre später in Sydney war Kroatien erstmals in den Disziplinen Gewichtheben und Taekwondo vertreten. Bei den Olympischen Sommerspielen 2008 nahmen erstmals drei kroatische Radsportler teil. Vier Jahre später bei den Spielen in London nahm mit Bojan Jovanović der erste und bislang einzige Fechter des Landes an Olympischen Spielen teil. Bei den Olympischen Sommerspielen 2020 in Tokio war mit Ivan Kvesić erstmals ein kroatischer Karateka vertreten.
Erfolgreichste Athletin ist die Skirennläuferin Janica Kostelić mit sechs gewonnenen Medaillen.

## Austragungen
Kroatien trug bis dato keine Olympischen Spiele aus.

## Übersicht der Teilnahmen
|           | Athleten                   | Athleten                   | Athleten                   | Sportarten                 | Sportarten                 | Sportarten                 | Sportarten                 | Sportarten                 | Sportarten                 | Sportarten                 | Sportarten                 | Sportarten                 | Sportarten                 | Sportarten                 | Sportarten                 | Sportarten                 | Sportarten                 | Sportarten                 | Sportarten                 | Sportarten                 | Sportarten                 | Sportarten                 | Sportarten                 | Sportarten                 | Sportarten                 | Sportarten                 | Medaillen                  | Medaillen                  | Medaillen                  | Medaillen                  | Medaillen                  |
| Jahr      | ∑                          |                            |                            |                            |                            |                            |                            |                            |                            |                            |                            |                            |                            |                            |                            |                            |                            |                            |                            |                            |                            |                            |                            |                            |                            |                            |                            |                            |                            | Medaillen – Gesamt         | Rang                       |
| --------- | -------------------------- | -------------------------- | -------------------------- | -------------------------- | -------------------------- | -------------------------- | -------------------------- | -------------------------- | -------------------------- | -------------------------- | -------------------------- | -------------------------- | -------------------------- | -------------------------- | -------------------------- | -------------------------- | -------------------------- | -------------------------- | -------------------------- | -------------------------- | -------------------------- | -------------------------- | -------------------------- | -------------------------- | -------------------------- | -------------------------- | -------------------------- | -------------------------- | -------------------------- | -------------------------- | -------------------------- |
| 1896–1912 | Teil von Österreich-Ungarn | Teil von Österreich-Ungarn | Teil von Österreich-Ungarn | Teil von Österreich-Ungarn | Teil von Österreich-Ungarn | Teil von Österreich-Ungarn | Teil von Österreich-Ungarn | Teil von Österreich-Ungarn | Teil von Österreich-Ungarn | Teil von Österreich-Ungarn | Teil von Österreich-Ungarn | Teil von Österreich-Ungarn | Teil von Österreich-Ungarn | Teil von Österreich-Ungarn | Teil von Österreich-Ungarn | Teil von Österreich-Ungarn | Teil von Österreich-Ungarn | Teil von Österreich-Ungarn | Teil von Österreich-Ungarn | Teil von Österreich-Ungarn | Teil von Österreich-Ungarn | Teil von Österreich-Ungarn | Teil von Österreich-Ungarn | Teil von Österreich-Ungarn | Teil von Österreich-Ungarn | Teil von Österreich-Ungarn | Teil von Österreich-Ungarn | Teil von Österreich-Ungarn | Teil von Österreich-Ungarn | Teil von Österreich-Ungarn | Teil von Österreich-Ungarn |
| 1920–1988 | Teil von Jugoslawien       | Teil von Jugoslawien       | Teil von Jugoslawien       | Teil von Jugoslawien       | Teil von Jugoslawien       | Teil von Jugoslawien       | Teil von Jugoslawien       | Teil von Jugoslawien       | Teil von Jugoslawien       | Teil von Jugoslawien       | Teil von Jugoslawien       | Teil von Jugoslawien       | Teil von Jugoslawien       | Teil von Jugoslawien       | Teil von Jugoslawien       | Teil von Jugoslawien       | Teil von Jugoslawien       | Teil von Jugoslawien       | Teil von Jugoslawien       | Teil von Jugoslawien       | Teil von Jugoslawien       | Teil von Jugoslawien       | Teil von Jugoslawien       | Teil von Jugoslawien       | Teil von Jugoslawien       | Teil von Jugoslawien       | Teil von Jugoslawien       | Teil von Jugoslawien       | Teil von Jugoslawien       | Teil von Jugoslawien       | Teil von Jugoslawien       |
| 1992      | 39                         | 36                         | 3                          | 12                         | 1                          |                            |                            |                            |                            | 4                          |                            | 2                          |                            | 1                          | 1                          | 7                          | 4                          |                            | 3                          |                            | 2                          | 2                          |                            |                            |                            |                            |                            | 1                          | 2                          | 3                          | 44                         |
| 1996      | 84                         | 75                         | 9                          | 12                         | 1                          |                            |                            | 16                         |                            | 4                          |                            | 3                          |                            |                            | 1                          | 8                          | 4                          | 11                         | 3                          |                            | 4                          | 4                          | 1                          |                            | 12                         |                            | 1                          | 1                          |                            | 2                          | 45                         |
| 2000      | 88                         | 63                         | 25                         |                            |                            |                            | 1                          |                            |                            | 4                          |                            | 15                         |                            |                            |                            | 13                         | 2                          | 15                         | 4                          | 1                          | 5                          | 4                          |                            | 11                         | 13                         |                            | 1                          |                            | 1                          | 2                          | 49                         |
| 2004      | 81                         | 66                         | 15                         |                            | 2                          |                            | 1                          | 15                         |                            | 3                          |                            | 12                         |                            | 1                          |                            | 6                          | 1                          | 13                         | 4                          | 2                          | 5                          | 3                          |                            |                            | 13                         |                            | 1                          | 2                          | 2                          | 5                          | 44                         |
| 2008      | 99                         | 80                         | 19                         | 12                         | 2                          |                            |                            | 15                         |                            | 2                          |                            | 10                         | 3                          |                            |                            | 4                          | 4                          | 13                         | 10                         | 2                          | 1                          | 6                          | 2                          |                            | 13                         |                            |                            | 2                          | 3                          | 5                          | 59                         |
| 2012      | 107                        | 64                         | 43                         | 12                         | 0                          | 1                          |                            | 29                         | 2                          | 1                          |                            | 9                          | 2                          |                            | 2                          | 5                          | 5                          | 4                          | 12                         | 2                          | 2                          | 4                          | 2                          |                            | 13                         |                            | 3                          | 1                          | 2                          | 6                          | 26                         |
| 2016      | 85                         | 66                         | 19                         | 10                         | 2                          |                            | 1                          | 14                         | 1                          |                            |                            | 10                         | 2                          |                            | 1                          | 3                          | 7                          | 2                          | 8                          | 3                          | 4                          | 1                          | 2                          |                            | 13                         | 1                          | 5                          | 3                          | 2                          | 10                         | 17                         |
| 2020      | 60                         | 40                         | 20                         | 0                          | 2                          |                            |                            |                            | 3                          | 3                          | 1                          | 7                          | 1                          |                            | 2                          | 3                          | 4                          | 2                          | 4                          | 4                          | 6                          | 3                          | 2                          |                            | 13                         |                            | 3                          | 3                          | 2                          | 8                          | 26                         |
| 2024      | 73                         | 58                         | 15                         |                            | 1                          |                            |                            | 14                         | 3                          | 2                          |                            | 9                          | 1                          |                            |                            | 5                          | 3                          | 3                          | 6                          | 3                          | 4                          | 4                          | 2                          |                            | 13                         |                            | 2                          | 2                          | 3                          | 7                          | 30                         |
| Gesamt    | Gesamt                     | Gesamt                     | Gesamt                     | Gesamt                     | Gesamt                     | Gesamt                     | Gesamt                     | Gesamt                     | Gesamt                     | Gesamt                     | Gesamt                     | Gesamt                     | Gesamt                     | Gesamt                     | Gesamt                     | Gesamt                     | Gesamt                     | Gesamt                     | Gesamt                     | Gesamt                     | Gesamt                     | Gesamt                     | Gesamt                     | Gesamt                     | Gesamt                     | Gesamt                     | 16                         | 15                         | 17                         | 48                         |                            |

### Winterspiele
|           | Athleten             | Athleten             | Athleten             | Sportarten           | Sportarten           | Sportarten           | Sportarten           | Sportarten           | Sportarten           | Sportarten           | Sportarten           | Sportarten           | Medaillen            | Medaillen            | Medaillen            | Medaillen            | Medaillen            |
| Jahr      | ∑                    |                      |                      |                      |                      |                      |                      |                      |                      |                      |                      |                      |                      |                      |                      | Medaillen – Gesamt   | Rang                 |
| --------- | -------------------- | -------------------- | -------------------- | -------------------- | -------------------- | -------------------- | -------------------- | -------------------- | -------------------- | -------------------- | -------------------- | -------------------- | -------------------- | -------------------- | -------------------- | -------------------- | -------------------- |
| 1924–1988 | Teil von Jugoslawien | Teil von Jugoslawien | Teil von Jugoslawien | Teil von Jugoslawien | Teil von Jugoslawien | Teil von Jugoslawien | Teil von Jugoslawien | Teil von Jugoslawien | Teil von Jugoslawien | Teil von Jugoslawien | Teil von Jugoslawien | Teil von Jugoslawien | Teil von Jugoslawien | Teil von Jugoslawien | Teil von Jugoslawien | Teil von Jugoslawien | Teil von Jugoslawien |
| 1992      | 4                    | 3                    | 1                    |                      |                      | 2                    |                      |                      |                      | 1                    | 1                    |                      |                      |                      |                      |                      |                      |
| 1994      | 3                    | 3                    | 0                    |                      |                      |                      |                      |                      |                      | 1                    | 2                    |                      |                      |                      |                      |                      |                      |
| 1998      | 6                    | 4                    | 2                    |                      |                      | 1                    |                      |                      |                      | 4                    | 1                    |                      |                      |                      |                      |                      |                      |
| 2002      | 13                   | 8                    | 5                    | 1                    | 4                    | 1                    |                      |                      |                      | 4                    | 3                    |                      | 3                    | 1                    |                      | 4                    | 12                   |
| 2006      | 23                   | 16                   | 7                    | 1                    | 4                    | 1                    |                      |                      | 1                    | 12                   | 4                    |                      | 1                    | 2                    |                      | 3                    | 16                   |
| 2010      | 19                   | 12                   | 7                    | 2                    | 4                    |                      |                      |                      |                      | 11                   | 2                    |                      |                      | 2                    | 1                    | 3                    | 21                   |
| 2014      | 11                   | 7                    | 4                    |                      |                      |                      |                      |                      |                      | 8                    | 2                    | 1                    |                      | 1                    |                      | 1                    | 25                   |
| 2018      | 18                   | 12                   | 6                    |                      | 4                    |                      | 1                    |                      |                      | 9                    | 4                    |                      |                      |                      |                      |                      |                      |
| 2022      | 11                   | 4                    | 7                    |                      |                      |                      |                      | 1                    |                      | 6                    | 3                    | 1                    |                      |                      |                      |                      |                      |
| Gesamt    | Gesamt               | Gesamt               | Gesamt               | Gesamt               | Gesamt               | Gesamt               | Gesamt               | Gesamt               | Gesamt               | Gesamt               | Gesamt               | Gesamt               | 4                    | 6                    | 1                    | 11                   |                      |

## Medaillengewinner
| Olympische Medaillengewinner aus Kroatien |      |        |        |
| Bewerb                                    | Gold | Silber | Bronze |
| Olympische Sommerspiele                   | 16   | 15     | 17     |
| Olympische Winterspiele                   | 04   | 06     | 01     |
| Sommer-Paralympics                        | 05   | 05     | 09     |
| Winter-Paralympics                        | 0–   | 0–     | 0–     |
| Olympische Jugendspiele                   | 04   | 02     | 02     |
| Gesamt                                    | 29   | 28     | 29     |

Kroatien gewann bei den Olympischen Sommerspielen 2016 mit zehn bzw. bei den Olympischen Winterspielen 2002 mit vier die meisten Medaillen. Bei den Olympischen Sommerspielen 2016 erreichte Kroatien den 17. Rang sowie bei den Olympischen Winterspielen 2002 den 12. Rang der teilnehmenden Nationen.
Gesamt nimmt Kroatien – gemessen an der Anzahl der Medaillen – bei Olympischen Sommerspielen den 43. Rang und bei Olympischen Winterspielen den 21. Rang ein.

## Olympiasieger
Folgende Sportler und Sportlerinnen gewannen eine Goldmedaille bei Olympischen Spielen:

### Männer
| Jahr                         | Sportler | Sportart                               |
| ---------------------------- | --- | -------------------------------------- |
| Olympische Sommerspiele 1996 | Kroatische Männer-Handballnationalmannschaft (Patrik Ćavar, Valner Franković, Slavko Goluža, Bruno Gudelj, Vladimir Jelčić, Božidar Jović, Nenad Kljaić, Venio Losert, Valter Matošević, Zoran Mikulić, Alvaro Načinović, Goran Perkovac, Iztok Puc, Zlatko Saračević, Irfan Smajlagić, Vladimir Šujster) | Handball                               |
| Olympische Sommerspiele 2000 | Nikolaj Pešalov | Gewichtheben, Federgewicht (bis 62 kg) |
| Olympische Sommerspiele 2004 | Kroatische Männer-Handballnationalmannschaft (Ivano Balić, Davor Dominiković, Mirza Džomba, Slavko Goluža, Nikša Kaleb, Blaženko Lacković, Venio Losert, Valter Matošević, Petar Metličić, Vlado Šola, Denis Špoljarić, Goran Šprem, Igor Vori, Drago Vuković, Vedran Zrnić)                              | Handball                               |
| Olympische Sommerspiele 2012 | Giovanni Cernogoraz | Schießen, Wurfscheibe Trap             |
| Olympische Sommerspiele 2012 | Kroatische Wasserballnationalmannschaft (Samir Barać, Miho Bošković, Ivan Buljubašić, Damir Burić, Andro Bušlje, Nikša Dobud, Maro Joković, Frano Vićan, Petar Muslim, Paulo Obradović, Igor Hinić, Josip Pavić, Sandro Sukno)                                                                            | Wasserball                             |
| Olympische Sommerspiele 2016 | Josip Glasnović | Schießen, Wurfscheibe Trap             |
| Olympische Sommerspiele 2016 | Martin Sinković, Valent Sinković | Rudern, Doppelzweier                   |
| Olympische Sommerspiele 2016 | Šime Fantela, Igor Marenić | Segeln, 470er                          |

### Frauen
| Jahr                         | Sportler        | Sportart                   |
| ---------------------------- | --------------- | -------------------------- |
| Olympische Winterspiele 2002 | Janica Kostelić | Ski Alpin, Riesenslalom    |
| Olympische Winterspiele 2002 | Janica Kostelić | Ski Alpin, Slalom          |
| Olympische Winterspiele 2002 | Janica Kostelić | Ski Alpin, Kombination     |
| Olympische Winterspiele 2006 | Janica Kostelić | Ski Alpin, Kombination     |
| Olympische Sommerspiele 2012 | Sandra Perković | Leichtathletik, Diskuswurf |
| Olympische Sommerspiele 2016 | Sandra Perković | Leichtathletik, Diskuswurf |
| Olympische Sommerspiele 2016 | Sara Kolak      | Leichtathletik, Speerwurf  |